# 日本地球化学会
一般社団法人日本地球化学会（にほんちきゅうかがっかい、英: The Geochemical Society of Japan、略称: GSJ）は、日本の地球科学系学会。日本学術会議協力学術研究団体であり、日本地球惑星科学連合、日本化学連合に加盟している。1953年に発足した。2017年11月1日に設立登記を完了し任意団体から一般社団法人（法人番号：7011105008078）となり、全会員が一般社団法人日本地球化学会へ移行された。

## 出版物
- 英文誌 Geochemical Journal - ISSN 1880-5973。1966年創刊。年6冊刊行(2022年から冊子体廃止、オープンアクセスジャーナルへ)。
- 和文誌『地球化学』 - ISSN 0386-4073。1967年創刊。年4冊刊行。

## 表彰

### 柴田賞
- 1991年 - 黒田和夫
- 1994年 - 木越邦彦
- 1995年 - 本田雅健
- 1996年 - 北野康
- 1997年 - 立本光信
- 1999年 - 酒井均
- 2000年 - 小嶋稔
- 2001年 - 増田彰正
- 2006年 - 杉崎隆一
- 2008年 - 石渡良志
- 2009年 - 高岡宣雄
- 2010年 - 角皆静男
- 2014年 - 大本洋
- 2019年 - 兼岡一郎

### 日本地球化学会賞
- 1990年 - 角皆静男
- 1992年 - 松田准一
- 1993年 - 田中剛
- 1994年 - 野津憲治
- 1995年 - 和田英太郎
- 1996年 - 松久幸敬
- 1998年 - 佐野有司
- 1999年 - 清水洋
- 2000年 - 西泉邦彦
- 2001年 - 野崎義行、日下部実
- 2002年 - 蒲生俊敬
- 2003年 - 兼岡一郎
- 2004年 - 植松光夫、堀田十輔
- 2005年 - 河村公隆
- 2006年 - 圦本尚義
- 2007年 - 長尾敬介
- 2008年 - 海老原充
- 2009年 - 吉田尚弘、南川雅男
- 2010年 - 鈴木和博
- 2011年 - 横内陽子
- 2012年 - 杉浦直治
- 2013年 - 野尻幸宏
- 2014年 - 本田勝彦
- 2015年 - 高橋嘉夫
- 2016年 - 石橋純一郎
- 2017年 - 角皆潤、川邊岩夫
- 2018年 - 日高洋
- 2019年 - 川幡穂高、平田岳史

### 日本地球化学会奨励賞
- 1987年 - 佐野有司
- 1988年 - 原田晃
- 1989年 - 赤木右、三澤啓司
- 1990年 - 篠原宏志、山本鋼志
- 1991年 - 中井俊一
- 1992年 - 坂田将、高橋和也
- 1993年 - 五十嵐丈二、日高洋
- 1994年 - 牧嶋昭夫
- 1995年 - 平田岳史、杉谷健一郎
- 1996年 - 石橋純一郎、豊田新
- 1997年 - 岩森光、木多紀子
- 1998年 - 鍵裕之、大河内直彦
- 1999年 - 三浦弥生、鈴木勝彦、三村耕一
- 2000年 - 角皆潤、中村智樹
- 2001年 - 松本拓也
- 2002年 - 高橋嘉夫、横山祐典
- 2003年 - 柴田智郎、松本潔、渡邊剛
- 2004年 - 松本克美、丸岡照幸、横山哲也
- 2005年 - 太田充恒、川合美千代、西尾嘉朗
- 2006年 - 山本順司、高野淑識、橘省吾
- 2007年 - 谷本浩志、久野章仁
- 2008年 - 斉藤拓也、谷水雅治、平野直人
- 2009年 - 飯塚毅、関宰、中村謙太郎
- 2010年 - 福士圭介
- 2011年 - 黒田潤一郎、西澤学、吉川知里
- 2012年 - 長島佳菜、川口慎介、澁谷岳造
- 2013年 - 亀山宗彦、白井厚太郎、光延聖
- 2014年 - 堀真子、古川善博、野崎達生
- 2015年 - 服部祥平、藤谷渉、癸生川陽子、板井啓明
- 2016年 - 柏原輝彦、金子雅紀
- 2017年 - 大森裕子、山岡香子、山崎敦子、吉村寿紘
- 2018年 - 中田亮一、北台紀夫
- 2019年 - 窪田薫、尾﨑和海

### 日本地球化学会功労賞
- 1992年 - 安藤厚
- 1996年 - 戸村健児
- 1998年 - 矢内桂三
- 2002年 - Toshiko K. Mayeda
- 2011年 - 中村俊夫
- 2019年 - 上岡晃

### Geochemical Journal 論文賞
- 2003年 - N. Daupas, L. Reisberg, B. Marty
- 2004年 - Sachio Kobayashi, Hajime Imai & Hisayoshi Yurimoto
- 2005年 - Takeshi Nakatsuka, Keiko Ohnishi, Toshihiko Hara, Akihiko Sumida, Daisuke Mitsuishi, Naoyuki Kurita & Shigeru Uemura
- 2006年 - K. Brauer, H. Kampf, E. Faber, U. Koch, H.-M. Nitzsche & G. Straugh
- 2007年 - Y. Sano, N. Takahata, Y. Tsutsumi & T. Miyamoto
- 2008年 - M. Hamada & T. Fujii
- 2009年 - M. Kusakabe, T. Ohba, Issa, Y. Yoshida, H. Satake, T. Ohizumi, W. C. Evans, G. Tanyileke & G. W. Kling
- 2010年 - M. Bau & A. Koschinsky
- 2011年 - J. Matsuda, T. Matsumoto, & A. Suzuki
- 2012年 - S. Fujiwara, K. Yamamoto & K. Mimura
- 2013年 - Y. Nakagawa, S. Takano, M. L. Firdaus, K. Norisuye, T. Hirata, D. Vance & Y. Sohrin
- 2014年 - H. Amakawa, H. Tazoe, H. Obata, T. Gamo, Y. Sano & C.-C. Shen
- 2015年 - H. Sugahara & K. Mimra
- 2016年 - M. Hashiguchi, S. Kobayashi & H. Yurimoto
- 2017年 - H. Genda
- 2018年 - S. Wakaki, H. Obata, H. Tazoe & T. Ishikawa
- 2019年 - K. Yoshida, R. Orozbaev, T. Hirajima, A. Miyake, A. Tsuchiyama, A. Bakirov, A. Takasu & K. Sakiev